# Last Chance to See (boek)
Last Chance to See is een non-fictieboek uit 1990 van de hand van Douglas Adams, de in 2001 overleden auteur van Het transgalactisch liftershandboek, en de zoöloog Mark Carwardine. Het boek was een uitloper van de radioserie met dezelfde naam die Carwardine en Adams in 1989 samen maakten voor BBC Radio 4.
In 2009 ging Mark Carwardine met Stephen Fry op pad. Samen filmden zij Last Chance to See voor BBC Two. In deze televisieserie gingen zij na wat er op 20 jaar tijd veranderd was voor de diersoorten die in de radioserie besproken waren.

## Inhoud
In Last Chance to See, voor het eerst verschenen in 1990, gaan Adams en Carwardine samen op zoek naar de laatste exemplaren van een aantal met uitsterven bedreigde diersoorten. Volgende dieren komen aan bod:
- het vingerdier (Madagascar), dat op 01/01/2019 nog steeds als 'bedreigd' wordt beschouwd;[3]
- de komodovaraan (Indonesië), die op 01/01/2019 als 'kwetsbaar' wordt beschouwd;[4]
- de kakapo (Nieuw-Zeeland), die op 01/01/2019 met 116 volwassen exemplaren nog steeds als 'ernstig bedreigd' wordt beschouwd;[5]
- de berggorilla (RDC, toen Zaïre), die op 01/01/2019 met 600 volwassen exemplaren nog steeds als 'bedreigd' wordt beschouwd;[6]
- de noordelijke witte neushoorn (RDC, toen Zaïre), die op 01/01/2019 nog steeds als 'ernstig bedreigd' wordt beschouwd en mogelijk in het wild reeds uitgestorven is;[7]
- de Chinese vlagdolfijn (China), die op 01/01/2019 nog steeds als 'ernstig bedreigd' wordt beschouwd en mogelijk uitgestorven is;[8]
- de rodriguesvleerhond (China), die op 01/01/2019  met 20.000 volwassen exemplaren nog steeds als 'bedreigd' wordt beschouwd[9]